# Rue du Forez
La rue du Forez est une voie du 3e arrondissement de Paris, en France.

## Situation et accès
Cette rue est située en plein cœur du quartier du Marais à Paris.
Ce site est desservi par les stations de métro Filles du Calvaire et Temple.

## Origine du nom
Henri IV avait formé le projet de faire bâtir dans le quartier du Marais une grande place qui serait nommée « place de France », sur laquelle devaient aboutir plusieurs rues portant chacune le nom d'une province. C'est ainsi que cette rue porte le nom de la province du Forez.

## Historique
Cette rue fait partie des voies ouvertes par le lotisseur Charlot, en 1626. Cette rue se trouve sur les anciennes cultures du Temple.
Elle est citée sous le nom de « rue de Forestz » dans un manuscrit de 1636

## Bâtiments remarquables et lieux de mémoire
- No 6 : emplacement d'une maison ayant appartenu à l'architecte et poète Sedaine (1719-1797).

## Pour approfondir